# Motima
Motima är ett vattendrag i Kongo-Kinshasa, ett biflöde till Mongalafloden. Det rinner genom provinsen Mongala, i den nordvästra delen av landet, 1 000 km nordost om huvudstaden Kinshasa.